# 필료
필료(포르투갈어: filhó, 복수: filhós 필료스[*]) 또는 필료스(포르투갈어: filhós, 복수: filhoses 필료즈스[*])는 포르투갈의 전통 후식이다. 브라질 북부 지방에서도 즐겨 먹는다. 주재료는 밀가루와 달걀이며, 추가로 호박이나 오렌지 제스트를 넣어 만들기도 한다. 반죽이 부풀면 포르투갈에서는 올리브유나 다른 식용유에 튀겨서 가루 설탕과 계핏가루를 뿌려 내며, 브라질에서는 전통적으로 라드나 식용유에 튀겨서 꿀이나 하파두라를 뿌려 낸다.

## 사진

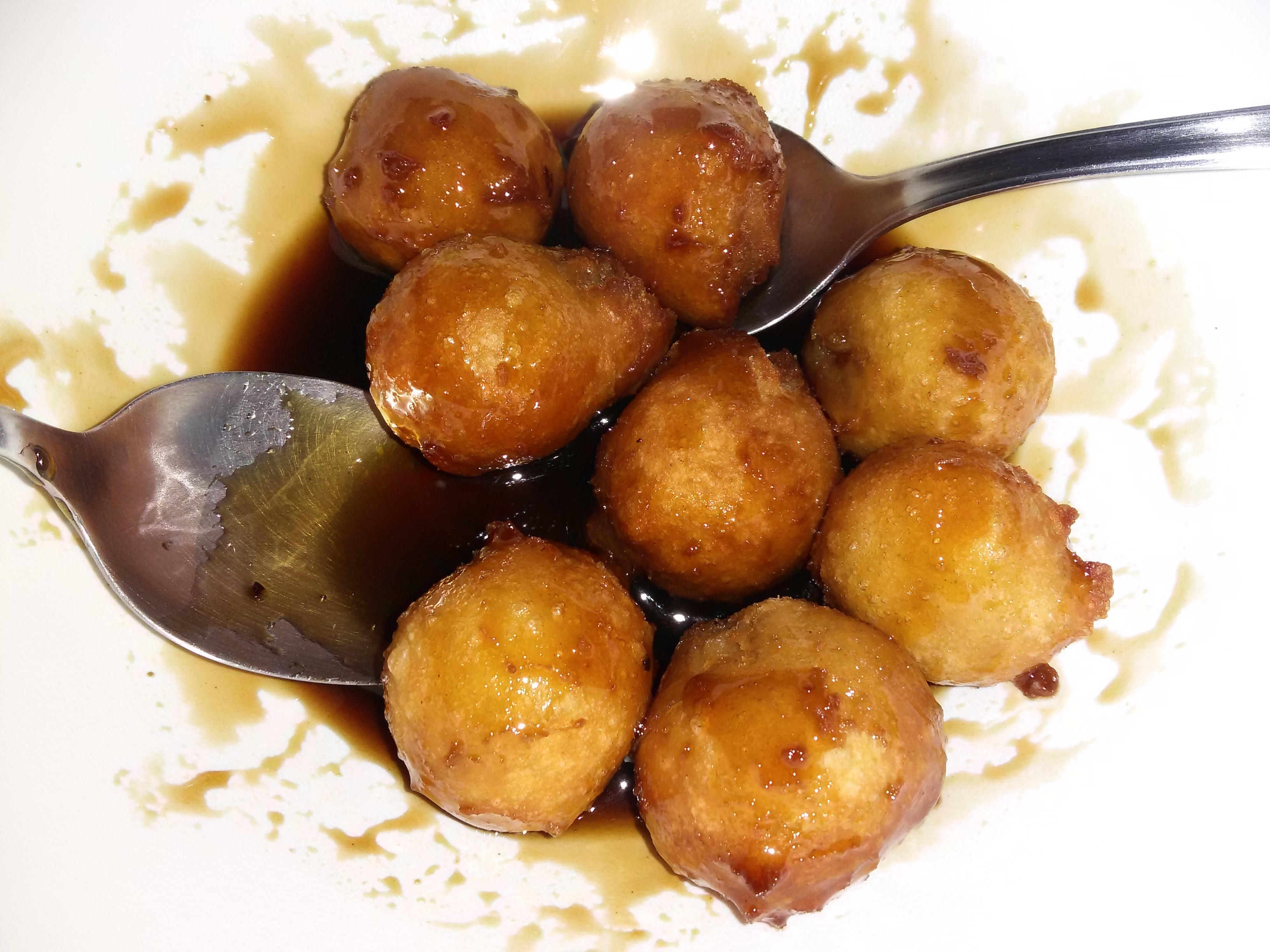
브라질식 필료

## 같이 보기
- 오레예트
- 클레네트
- 페스티뇨
- 필료 드 포르마